# ラッセル小体
ラッセル小体（英: Russell body）は、一般に免疫グロブリンの過剰産生を経た形質細胞で観察される均一の免疫グロブリンを有する巨大な好酸性の構造物。ラッセル小体は腫大した小胞体を特徴とする。
多発性骨髄腫で観察される細胞変化の1つ。
ラッセル小体の名称は、スコットランドの内科医ウィリアム・ラッセルにちなむ。
米国アムジェン社を中心に、生産効率の高い抗体医薬品候補のクローンを発見する際の細胞のphenotypeスクリーニングなど、バイオテクノロジーの分野での応用にも注目されている。